# أستكعكة
كعكة الجبن السويدية أو أُستِكَعكة أو أُسْتِكَاكة (من السويدية: ost "الجبن" و kaka تعني "الكعكة") حلوى سويدية لها جذور في جزأين مختلفين من السويد هِلسِنغِلَند وسُملَند على الرغم من وجود بعض الاختلافات فالأولى لها قوام الحلوم والحبيبية الناعمة من الثانية
عادة ما يؤكل الطبق فاترًا مع الفاكهة المحفوظة أو صلصة، مثل الكرز الحامض العليق أوالفراولة أو عنب الثور والفاكهة الطازجة، أو القشدة أو المثلجات في حالات نادرة.